# NGC 561
NGC 561 je galaksija u zviježđu Andromeda.

## Vanjske poveznice
- SEDS: NGC 0561